# Kardar-Parisi-Zhang-Gleichung
Die Kardar-Parisi-Zhang-Gleichung (KPZ-Gleichung) ist eine nicht-lineare stochastische partielle Differentialgleichung (SPDGL), die u. a. in der statistischen Mechanik vorkommt. Die Gleichung dient zur Modellierung des stochastischen Grenzflächenwachstums. Sie ist die stochastische Raumzeitevolution der Fluktuation eines Höhenfeldes. Sie kann zum Beispiel zur Modellierung von auf eine Oberfläche fallende klebrige Partikel verwendet werden.
Die Gleichung wurde von den Physikern Mehran Kardar, Giorgio Parisi und Yi-Cheng Zhang im Jahr 1986 eingeführt.

## Definition
Mit der Notation {\displaystyle \Delta _{x}=\nabla _{x}^{2}} meinen wir den Laplace-Operator und mit {\displaystyle \nabla _{x}} den Nabla-Operator, welche beide nach {\displaystyle {\vec {x}}} abgeleitet sind.
Die KPZ-Gleichung ist definiert als
{\displaystyle \partial _{t}h({\vec {x}},t)=\nu \Delta _{x}h+{\frac {\lambda }{2}}(\nabla _{x}h)^{2}+{\sqrt {D}}\eta ({\vec {x}},t)}
wobei die Lösung {\displaystyle h({\vec {x}},t)} ein Höhenfeld der Oberfläche mit Raumkoordinate {\displaystyle {\vec {x}}} und Zeitkoordinate {\displaystyle t} ist.
Die Gleichung besteht aus drei Komponenten, einem Glättungsterm, einem Wachstumsterm und einem stochastischen Rauschen
- {\displaystyle \nu \nabla _{x}^{2}h} ein glättender Diffusionsterm, dieser dient zur Relaxation durch die Oberflächenspannung {\displaystyle \nu }.
- {\displaystyle {\frac {\lambda }{2}}(\nabla _{x}h)^{2}} ein nicht-linear wachsender Ausdruck,
- {\displaystyle \eta ({\vec {x}},t)} ein raumzeitliches weißes gaußsches Rauschen; d. h. es gilt {\displaystyle \mathbb {E} [\eta ]=0} und {\displaystyle \operatorname {Var} [\eta ]=2\delta (t-t')\delta ^{d}({\vec {x}}-{\vec {x}}')}.

Die Gleichung trifft man auch in folgender Form an
{\displaystyle \partial _{t}h=\nu \Delta _{x}h+{\frac {\lambda }{2}}(\nabla _{x}h)^{2}+{\tilde {\eta }}}
wobei {\displaystyle \mathbb {E} [{\tilde {\eta }}]=0} und {\displaystyle \operatorname {Var} [{\tilde {\eta }}]=2D\delta (t-t')\delta ^{d}({\vec {x}}-{\vec {x}}')}.
Parametrisierung
- {\displaystyle \nu ,\lambda ,D,d} sind Parameter. {\displaystyle D} bezeichnet die Amplitude des Rauschens und {\displaystyle d} ist die Dimension des Modells. {\displaystyle \nu } ist die Diffusivität und {\displaystyle \lambda } die Stärke der Wachstumsgeschwindigkeit.

Die Standard-Parametrisierung für den eindimensionalen Fall {\displaystyle d=1} ist {\displaystyle \nu ={\tfrac {1}{2}},\lambda =1,D=1}, somit
{\displaystyle \partial _{t}h={\frac {1}{2}}\Delta _{x}h+{\frac {1}{2}}(\nabla _{x}h)^{2}+\eta .}
Eine Schwierigkeit der KPZ-Gleichung ist, dass alle invarianten Maße Verteilungen der brownschen Bewegungen der Form {\displaystyle B(x)+N} sind, wobei {\displaystyle N} eine gerade Linie (ein Shift) bezeichnet.

## Lösung der Gleichung

### Cole-Hopf-Transformation
Sei {\displaystyle h_{t}(x):=h(t,x)} eine Lösung der KPZ-Gleichung
{\displaystyle \partial _{t}h_{t}={\frac {1}{2}}\Delta _{x}h_{t}-{\frac {1}{2}}(\nabla _{x}h_{t})^{2}+{\dot {W}}_{t}}
und betrachte den stochastischen Prozess {\displaystyle \theta _{t}:=\exp(-h_{t})}, dann ist {\displaystyle \theta _{t}} die Lösung der stochastischen Wärmeleitungsgleichung
{\displaystyle \mathrm {d} \theta _{t}={\frac {1}{2}}\Delta \theta _{t}\mathrm {d} t-\theta _{t}\mathrm {d} W_{t}.}
Hier ist {\displaystyle {\dot {W}}_{t}} eine andere Notation für {\displaystyle {\tilde {\eta }}} und bezeichnet das raumzeitliche weiße gaußsche Rauschen ({\displaystyle W_{t}} ist ein zylindrischer Wiener-Prozess und das Zeitintegral von {\displaystyle {\tilde {\eta }}}).

### Geschichte
2012 veröffentlichte der österreichische Mathematiker Martin Hairer eine Lösung, die die bestehende Cole-Hopf-Lösung erweitert. 2014 bekam er unter anderem dafür die Fields-Medaille.

## Skalierung und der KPZ-Fixpunkt
Wir betrachten die eindimensionale {\displaystyle (1+1)} KPZ-Gleichung. Betrachtet man die skalierte KPZ-Lösung
{\displaystyle h_{\varepsilon ;b,z}(t,x)=\varepsilon ^{b}h(\varepsilon ^{-z}t,\varepsilon ^{-1}x),}
dann existieren zwei schwache Skalierungen, unter der die KPZ-Gleichung invariant ist. Eine weitere interessante
Skalierung erhält man mit den Parametern {\displaystyle b=1/2} und {\displaystyle z=3/2}, welche 1:2:3-Skalierung genannt wird. Zentriert man den Prozess unter dieser Skalierung
{\displaystyle {\overline {h}}_{\varepsilon }=h_{\varepsilon ;1/2,3/2}-C_{\varepsilon }t}
gemäß den Initialbedingungen, dann konvergiert {\displaystyle {\overline {h}}_{\varepsilon }} für {\displaystyle \varepsilon \to 0} in Verteilung zu einem universellen Prozess, dem sogenannten KPZ-Fixpunkt. Der Prozess wird mit {\displaystyle ({\mathfrak {h}}(t,x))_{t\geq 0,x\in \mathbb {R} }} notiert.
Die eindimensionale KPZ-Gleichung gehört zu einer großen Klasse von stochastischen Modellen, welche KPZ-Universalitätsklasse genannt wird. Die KPZ-Universalitätsvermutung behauptet nun, dass jedes in der KPZ-Universalitätsklasse liegende Modell unter der 1:2:3-Skalierung in Verteilung zum KPZ-Fixpunkt konvergiert
{\displaystyle \lim \limits _{\varepsilon \to 0}\varepsilon ^{1/2}(h(c_{1}\varepsilon ^{-3/2}t,c_{2}\varepsilon ^{-1}x)-c_{3}\varepsilon ^{-3/2}t)\;{\stackrel {(d)}{=}}\;{\mathfrak {h}}(t,x)}
(wobei die Konstanten variieren) und nur von der Initialbedingung abhängt
{\displaystyle {\mathfrak {h}}(0,x):=\lim \limits _{\varepsilon \to 0}\varepsilon ^{1/2}h(0,c_{2}\varepsilon ^{-1}x).}
Der KPZ-Fixpunkt ist invariant unter der 1:2:3-Skalierung, die KPZ-Gleichung ist es nicht.

### Edwards-Wilkinson-Fixpunkt
Setzt man {\displaystyle \lambda =0} (man entfernt damit den Wachstumsausdruck) und benützt die 1:2:4-Skalierung gegeben durch {\displaystyle b=1/2} und {\displaystyle z=2}, so konvergiert
{\displaystyle {\overline {h}}_{\varepsilon }=h_{\varepsilon ;1/2,2}-C_{\varepsilon }t}
zu dem trivialen gaußschen Edwards-Wilkinson-Fixpunkt. Der Name der Skalierung folgt aus {\displaystyle (1/2)/(1/2)=1}, {\displaystyle 1/(1/2)=2} und {\displaystyle 2/(1/2)=4}.